# Anaïs de Bassanville
Anaïs de Bassanville, surnommée la comtesse de Bassanville (née Thérèse Anaïs Rigo à le 7 janvier 1803 à Paris, où elle est décédée le 6 novembre 1884) est une écrivaine, une journaliste de presse pour femmes et aussi une femme de lettres française du XIXe siècle. Elle a écrit de nombreux ouvrages sur les bonnes manières et le savoir-vivre.

## Biographie
Fille aînée de Michel Rigo et de Louise Thérèse Christine Modeste Jaubert, elle est l'élève d'Henriette Campan. Elle est l’aînée de deux frères : Jules Alfred Vincent Rigo né en 1810 et Augustin Maximilien Édouard Rigo né en 1813. C'est une fille bien née, qui connaît de près la cour impériale, où son père est membre de l'Institut (Institut de France), placé auprès de l'impératrice Joséphine[réf. nécessaire]. Sa mère est une des dames qui accompagne l'impératrice. Anaïs de Bassanville commence à écrire à l'âge de 40 ans. Elle prend comme nom de plume Comtesse de Bassanville et fonde le Journal des jeunes filles. Elle dirige Le moniteur des dames et des demoiselles de 1846 à 1850 et le dimanche des familles de 1856 à 1858.
Elle se fait connaître, en 1847 avec Le Perfectionnement de l'éducation des filles. En 1867, elle publie le Code du cérémonial : Guide des gens du monde dans toutes les circonstances de la vie. Cet ouvrage présente les règles de l'étiquette de la bonne société. Cet ouvrage est dans un premier temps décrié et vilipendé, mais il rencontre le succès et est réédité à plusieurs reprises.
Ayant vécu durant la fin du régime de Napoléon III, la Restauration, la Monarchie de Juillet,période de grands changements des mentalités et des mœurs, elle publie les Salons d'autrefois sous le régime de Napoléon III. Cet ouvrage rappelle les salons littéraires, philosophiques et de discussion de l'Ancien Régime destinés aux hommes et aux femmes lettrés, bourgeois ou nobles, qui sont passionnés par les lettres, le théâtre, la poésie, les sciences. Nous pouvons même penser à son nom de plume : le titre de comtesse rappelle les grandes dames de l'Ancien Régime.
En 1822, Anaïs Rigo épouse Louis Frédéric Auguste Le Brun, officier de la garde royale, plus précisément il est archichancelier. Leur fils Paul Louis (1828-1910) embrassera également une carrière militaire.
Propriétaire d'un petit hôtel au bord du canal Saint-Martin[réf. nécessaire], elle est placée à l'asile de Sainte-Périne d'Auteuil à la suite d'une paralysie des jambes. Presque octogénaire, cela ne l'empêche pas d'être jeune d'esprit selon Jules Claretie, un chroniqueur qu'elle invite à lui rendre visite dans sa chambre.
Elle y meurt à 82 ans, le 6 novembre 1884. Ses funérailles ont eu lieu le 11 novembre 1884 à l'église Notre-Dame d'Auteuil et elle est inhumée au cimetière du Père-Lachaise (1re division).

## Œuvres
- Code du cérémonial : guide des gens du monde en toute circonstance de la vie[16] est un livre écrit par Anaïs de Bassanville et publié 1867. Il est destiné aux jeunes hommes et femmes et liste les règles de l’étiquette à respecter pour vivre en société. La Comtesse de Bassanville donne des conseils de politesse générale sur le comportement à avoir dans toutes les circonstances de la vie : lors des repas, des mariages, des décès, de la naissance des enfants etc. Cet ouvrage est très intéressant à étudier comme œuvre historique. En effet, elle reflète le courant de pensée de l’époque qui, dans une optique de distinction de classe souhaitait que le « paraître » soit au cœur des préoccupations. Le conformisme de l’époque est plus que jamais mis en valeur par cet ouvrage : le parfait comportement à avoir est dicté à la lettre ne laissant presque aucune liberté d’action. Lors de sa parution, son ouvrage s’expose à une forte critique de la part des journaux de l’époque. Son livre est jugé d’une simplicité enfantine et relayant des conseils de faible intérêt. Le Tintamarre, dans un article du 5 janvier 1868 reconstituant une conférence de vente aux enchères présente l’ouvrage comme faisant partie des « bibelots démodés ayant obtenu quelques vogues en 1867 ». Le Figaro, dans un article publié le 2 octobre 1867 caractérise certaines règles « d’une naïveté surhumaine ». Néanmoins, son ouvrage finira par être l’ouvrage de référence en matière d’étiquette.
- Salon d'autrefois, souvenirs intimes[17]. Écrit par Anaïs de Bassanville, il est publié en 4 volume entre 1861 et 1863, la préface sera écrite par Louis Enault. Pour son récit elle fera revivre les femmes du passé. Madame la Princesse de Vaudémont, Isabey, Madame la Comtesse de Rumfort, Madame de Bourienne seront les premières narratrices du premier volume, qui en compte quatre, avec a chaque fois de nouvelles conteuses. Elle écrit sur un air mélancolique les mœurs d'une époque, en passant par tous les aspects de la vie : philosophie, architecture, usage et coutumes, de nombreux autres thèmes variés.

## Publications
- Les Aventures d'une épingle ou Trois siècles de l'histoire de France, 267 p., Paris, Aubert, 1846
- Le Perfectionnement de l'éducation des filles, 1847.
- La Corbeille de fleurs, 1848
- Les Mémoires d'une jeune fille, 1849
- Le Monde tel qu'il est, 1853
- Les Primeurs de la vie, 1854
- Délassements de l'enfance, 1856
- Les Épis d'une glaneuse, 1858
- les Deux familles, 1859 (réédité en 1866)
- Nouvelles cosmopolites. Moeurs, coutumes de divers peuples de l'Europe, Paris, E. Ducroq, 1860.
- De l'éducation des femmes, 1861
- Les Contes du bonhomme jadis ou les nouvelles amusantes tirées de la mythologie, 1861
- La Morale amusante contenant l'histoire de ce qu'il y a dans une boîte de joujoux et les pêchés mignons d'un enfant gâté, 1861
- Les Salons d'autrefois, souvenirs intimes, 4 vol. in-18, Paris, P. Brunet, 1861-1863
- L'Entrée dans le monde, 1862
- Les Secrets d'une jeune fille, 1863
- Les Ouvriers illustres, 1863
- Les Infortunes de Roger, 1863
- Code du cérémonial : Guide des gens du monde dans toutes les circonstances de la vie, 1867
- Le Trésor de la maison. Guide des femmes économes, P. Brunet, Paris, 1867
- La Gerbe, 1870
- L'Ange du logis, 1871
- La Bonne voie, 1874
- Le Monde tel qu'il est : livre des jeunes filles, 1876
- Le Rosier du roi, 1877
- L'Entrée dans le monde ou les souvenirs de Germaine, 1878.
- Beauté et Bonté ; La Folle du logis, Louise, 126 p., Paris, A. Hatier, 1902 (réédition)